# Luis Herrera (Radsportler)

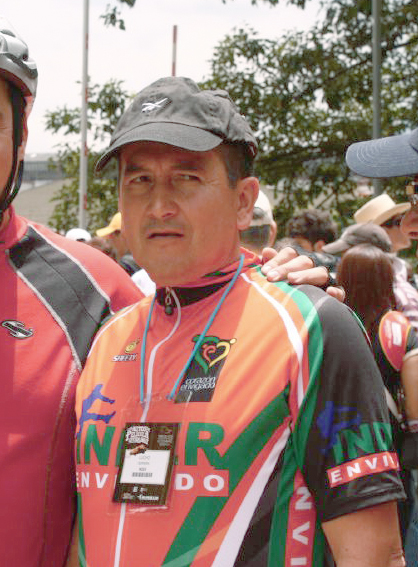
Luis Herrera (2009)

Luis Alberto „Lucho“ Herrera (* 4. Mai 1961 in Fusagasugá, Cundinamarca) ist ein ehemaliger kolumbianischer Radrennfahrer.
Herrera galt als der beste Bergfahrer seiner Generation und Wegbereiter zahlreicher folgender kolumbianischer Kletterer. Nachdem er zunächst vor allem bei Rennen auf den amerikanischen Kontinent erfolgreich war, startete er mit einer kolumbianischen Mannschaft, bei der er seine gesamte Karriere verbrachte, als formeller Amateur bei der Tour de France 1984 und gewann die Bergetappe nach Alpe d’Huez als Solist. Eine bessere Platzierung in der Gesamtwertung verhinderten seine erheblichen Rückstände in den Einzel- und Mannschaftszeitfahren.
Zu Herreras größten Erfolgen zählen zwei Bergwertungs- und drei Etappensiege bei der Tour de France, bei der er sich auch dreimal unter den ersten Zehn der Gesamtwertung platzieren konnte, der Gesamtsieg der Vuelta a España 1987 und zwei Gesamtsiege beim Critérium du Dauphiné 1988 und 1991. In seinem Heimatland siegte er außerdem dreimal bei der Vuelta a Colombia und viermal beim Clásico RCN.
Im Jahr 2000 wurde Herrera zusammen mit Oliverio Rincón von linksextremen Guerilleros der FARC entführt, kam jedoch unverletzt frei. Im Jahr 2025 wurde gegen Herrera wegen des Vorwurfs ermittelt, er habe 2002 rechtsextreme Paramilitärs beauftragt, Nachbarn zu entführen und zu ermorden, die nicht bereit gewesen seien Grundstücke an ihn zu verkaufen. Herrera habe dabei gegenüber den Paramilitärs behauptet, bei den Nachbarn habe es sich um Mitglieder der FARC gehandelt. Der Kontakt zu den Paramilitärs sei im Anschluss an die damalige Entführung zustande gekommen, da Herrera eine Wiederholung der Entführung durch die FARC habe vermeiden wollen. Herrera bestritt die Vorwürfe.

## Erfolge
1980
- Bergwertung Vuelta a Colombia

1981
- eine Etappe Clásico RCN

1982
- Gesamtwertung, drei Etappen und Bergwertung Clásico RCN
- eine Etappe Tour de l’Avenir

1983
- Gesamtwertung, eine Etappe und Bergwertung Clásico RCN
- zwei Etappen, Punktewertung und Bergwertung Vuelta a Colombia
- zwei Etappen und Bergwertung Coors Classic
- eine Etappe Grand Prix Guillaume Tell

1984
- Gesamtwertung, eine Etappe und Bergwertung Clásico RCN
- Gesamtwertung, drei Etappen, Punktewertung, Bergwertung und Kombinationswertung Vuelta a Colombia
- eine Etappe Tour de France

1985
- Bergwertung Clásico RCN
- Gesamtwertung, zwei Etappen, Punktewertung und  Bergwertung Vuelta a Colombia
- zwei Etappen und Bergwertung Tour de France

1986
- Gesamtwertung, Prolog zwei Etappen, Punktewertung und Bergwertung Clásico RCN
- Gesamtwertung, eine Etappe, Punktewertung, Bergwertung und Kombinationswertung Vuelta a Colombia

1987
- Gesamtwertung, eine Etappe und Bergwertung Vuelta a España
- Prolog Vuelta a Colombia
- Bergwertung Tour de France

1988
- Gesamtwertung und eine Etappe Critérium du Dauphiné
- Gesamtwertung, zwei Etappen und Punktewertung Vuelta a Colombia

1989
- eine Etappe und Bergwertung Giro d’Italia

1990
- Prolog Clásico RCN

1991
- Gesamtwertung und eine Etappe Dauphiné Libéré
- eine Etappe und Bergwertung Vuelta a España
- eine Etappe Volta a Catalunya

1992
- Prolog Vuelta a Colombia
- Gesamtwertung und eine Etappe Vuelta a Aragón
- eine Etappe Giro d’Italia

## Grand-Tour-Platzierungen
| Grand Tour            | 1984 | 1985 | 1986 | 1987 | 1988 | 1989 | 1990 | 1991 | 1992 |
| --------------------- | ---- | ---- | ---- | ---- | ---- | ---- | ---- | ---- | ---- |
| Vuelta a EspañaVuelta | –    | DNF  | –    | 1    | 20   | –    | 12   | 13   | –    |
| Giro d’ItaliaGiro     | –    | –    | –    | –    | –    | 18   | –    | –    | 8    |
| Tour de FranceTour    | 27   | 7    | 22   | 5    | 6    | 19   | –    | 31   | –    |